# Швейцарская высшая техническая школа Цюриха
Швейца́рская вы́сшая техни́ческая шко́ла Цю́риха (нем. Eidgenössische Technische Hochschule Zürich, англ. Swiss Federal Institute of Technology Zurich) — вуз в швейцарском городе Цюрихе.

## История
После долгих дебатов в молодом конфедеративном государстве Швейцария, нужно ли основать рядом с существующим кантональным ещё и федеральное высшее учебное заведение, 7 февраля 1854 года был утверждён закон о «федеральном политехническом училище в связи с училищем для высшей учёбы точных, политических и гуманитарных наук» и училище приступило к работе 16 октября 1855 года в Цюрихе. Заявленной целью школы было обучения инженеров и учёных, специализируясь на науке, технике, инженерии и математике. Но учёба была ограничена техническими предметами, так как католические, деревенские кантоны, которые имели свои университеты, хотели предотвратить интеллектуальный монополизм протестантских, городских кантонов.
Высшая техническая школа  не только является самым престижным вузом Швейцарии, но и неизменно входит в число лучших университетов мира. По версии организации Quacquarelli Symonds, Высшая техническая школа Цюриха занимает 6-е место в рейтинге лучших университетов мира, а также 4-е место в мире в области инженерных и технических наук, уступая при этом лишь Массачусетскому технологическому институту, Стэнфордскому университету и Кембриджскому университету. В выпуске QS World University Rankings за 2020 год ВТШ Цюриха занимает 6 место в мире, 2 место в Европе и 13 место в рейтинге мирового высшего образования Times за 2018 год. В 2019 году рейтинг университета QS World по темам ВТШ Цюриха занимает 3-е место в мире по технике и технологиям (1-е место в Европе) и 1-е место по науке о Земле и морской среде.
Как и его родственное учреждение Федеральная политехническая школа Лозанны, Высшая техническая школа в Цюрихе входит в Швейцарский федеральный домен технологических институтов Федерального министерства экономики, образования и науки Швейцарии .
Среди выпускников и профессоров университета 21 лауреат Нобелевской премии, 2 лауреата Филдсовской премии, 2 лауреата Притцкерской премии и 1 лауреат премии Тьюринга. Наиболее известным выпускником является Альберт Эйнштейн, получивший Нобелевскую премию по физике в 1921 году.
ВТШ Цюриха является одним из основателей IDEA League и Международного альянса исследовательских университетов (IARU), а также членом сети CESAER.

## Факультеты
- Архитектура и строительные науки, геотехника [14]
- Инженерные науки
- Естественные науки и математика
- Системно-ориентированные естественные науки
- Менеджмент и социальные науки

## Персоналии
- Крамер, Карл Эдуард — профессор общей биологии
- Вильгельм Конрад Рёнтген — лауреат Нобелевской премии по физике 1901 года.
- Шарль Эдуар Гийом — лауреат Нобелевской премии по физике 1920 года.
- Альфред Вернер — лауреат Нобелевской премии по химии 1913 года.
- Фриц Габер — лауреат Нобелевской премии по химии 1918 года.
- Нильс Густав Дален — лауреат Нобелевской премии по физике 1912 года.
- Рихард Мартин Вильштеттер — лауреат Нобелевской премии по химии 1915 года.
- Альберт Эйнштейн — лауреат Нобелевской премии по физике 1921 года.
- Герман Штаудингер — лауреат Нобелевской премии по химии 1953 года.
- Петер Дебай — лауреат Нобелевской премии по химии 1936 года.
- Леопольд Ружичка — лауреат Нобелевской премии по химии 1939 года.
- Отто Штерн — лауреат Нобелевской премии по физике 1943 года.
- Тадеуш Рейхштейн — лауреат Нобелевской премии по медицине 1950 года.
- Вольфганг Паули — лауреат Нобелевской премии по физике 1945 года.
- Рихард Кун — лауреат Нобелевской премии по химии 1938 года.
- Феликс Блох — лауреат Нобелевской премии по физике 1952 года.
- Владимир Прелог — лауреат Нобелевской премии по химии 1975 года.
- Вернер фон Браун — конструктор первой в мире баллистической ракеты «Фау-2».
- Карл Александр Мюллер — лауреат Нобелевской премии по физике 1987 года.
- Вернер Арбер — лауреат Нобелевской премии по медицине 1978 года.
- Генрих Рорер — лауреат Нобелевской премии по физике 1986 года.
- Рихард Эрнст — лауреат Нобелевской премии по химии 1991 года.
- Никлаус Вирт — один из известнейших теоретиков в области разработки языков программирования, лауреат премии Тьюринга (1984)
- Бертран Мейер — теоретик ООП, автор языка программирования Эйфель, лауреат премии Дала-Нигарда (2005).
- Курт Вютрих — лауреат Нобелевской премии по химии 2002 года.
- Йоханнес Георг Беднорц — лауреат Нобелевской премии по физике 1987 года.
- Сантьяго Калатрава — архитектор и инженер.
- Корине Маух — мэр Цюриха.
- Иван Абрамович Морозов — московский предприниматель, купец, коллекционер.
- Илья Евграфович Бондаренко — русский и советский архитектор, реставратор, искусствовед.
- Герман Зигфрид — швейцарский топограф, картограф, начальник штаба швейцарской армии.
- Улманис, Карлис — президент Латвии в 1936—1940 гг.
- Светозар Маркович — сербский социалистический политик.
- Петар (Пера) Велимирович — сербский государственный деятель; дважды занимал должность премьер-министра Королевства Сербия.